# スイープトウショウ
スイープトウショウ（欧字名:Sweep Tosho、2001年5月9日 - 2020年12月5日）は、日本の競走馬、繁殖牝馬。
2005年にエイトクラウン以来39年ぶり史上2頭目となる牝馬の宝塚記念優勝を成し遂げた。同年のJRA賞最優秀4歳以上牝馬である。後述する気性から現役時はわがまま女王と呼ばれた。
2004年の秋華賞、2005年のエリザベス女王杯も制してGI通算3勝を挙げた。その他の勝ち鞍に2003年のファンタジーステークス（GIII）、2004年のチューリップ賞（GIII）、2006年の京都大賞典（GII）がある。

## デビュー前

### 誕生までの経緯

#### トウショウ牧場の低迷
トウショウ産業株式会社トウショウ牧場はフジタ工業の副社長や参議院議員を歴任した藤田正明が1965年に開いた、北海道日高地方静内町の競走馬生産牧場である。藤田は1962年から馬主活動を行っていたが、トウショウ産業株式会社の名義でも馬主登録を行い、牧場生産馬を自ら所有して競馬場で走らせるオーナーブリーダーとなった。トウショウ産業や藤田は「トウショウ」の冠名を用いていた。
1965年にはアメリカの繁殖牝馬ソシアルバターフライを牧場に導入する。ソシアルバターフライは1976年の皐月賞、有馬記念を優勝した「TTG」の一角・トウショウボーイを始め、トウショウピット、ソシアルトウショウなど活躍馬を多く輩出。加えて孫以降の世代にも活躍馬が続出し、ソシアルバターフライ系と呼ばれる大牝系を構築した。牧場は名声を高めるきっかけとなったトウショウボーイの種牡馬生活を後押しするために、交配相手の繁殖牝馬を外国から輸入。調達した繁殖牝馬や、ソシアルバターフライ系以外の系統の繁殖牝馬に積極的にトウショウボーイをあてがっていた。それと同時に牧場は、ソシアルバターフライ系の更なる発展を狙って、その牝系の繁殖牝馬を重用するようになる。牧場繁殖牝馬の半数をソシアルバターフライ系にしては、好成績が期待できる大物種牡馬を優先的に割り当てていた。当時の牧場には他に、シラオキ系、チャイナトウショウ系、ビバドンナ系などの牝系が揃っていた。しかしそれらの多くは、トウショウボーイ産駒の後押し、ソシアルバターフライ系の発展のために切り捨てられ、他の牧場に放出されていた。
トウショウボーイとソシアルバターフライ系に重きを置く牧場だったが、そのどちらも奮わなかった。ソシアルバターフライ系は次第に時代遅れの牝系となり、牧場はトウショウボーイの次になかなか出会えずに低迷していった。トウショウボーイ産駒は、クラシック三冠馬ミスターシービーなどを出すも、活躍馬は他の牧場生産馬が中心だった。そんな中、1991年に、トウショウボーイ以来の大レース優勝を、シスタートウショウが成し遂げた。桜花賞を優勝したシスタートウショウは、牧場で唯一残されたシラオキ系繁殖牝馬コーニストウショウにトウショウボーイを配合し、産まれた牝馬だった。同じ年、牧場としてはトウショウボーイ現役時を上回る最高成績を残していた。その要因は、ソシアルバターフライ系以外の仔が活躍したためだった。それでも牧場は、ソシアルバターフライ系の復興を願って止まずに執着し続け、併せてシラオキ系シスタートウショウからの大物誕生にもすがっていた。しかし、ソシアルバターフライ系は衰退の一途を辿り、シスタートウショウの産駒も今一つ。逆に放出したシラオキ系繁殖牝馬からGI優勝馬マチカネフクキタルが誕生してしまっていた。牧場は再び低迷期に突入、1980年代から1990年代前半にかけて、毎年のように重賞勝利を記録していたが、1994年からの4年間は重賞未勝利だった。
そんな状況下で代替わりが発生。藤田の三男衛成が二代目オーナー、志村吉男が三代目牧場長となった。衛成は低迷からの脱却を目指した。牧場の土壌や水質など環境改善に取り組み、併せて繁殖牝馬を整理して血統の更新に努めた。時代遅れとなったソシアルバターフライ系への偏りを解消し、シラオキ系、チャイナトウショウ系、ビバドンナ系の軽視を見直した。さらに外国から繁殖牝馬を輸入し、新しい牝系の構築を目指していた。これまで好成績が期待できる大物種牡馬の相手は、おのずとソシアルバターフライ系だったが、他の牝系にもその機会が与えられるようになった。

#### セヴァイン、チャイナトウショウ系
トウショウ牧場における牝系の一つ、チャイナトウショウ系は、二代目牧場長の成田勝四郎が新冠町の中本隆太郎から購入した牝馬の仔、チャイナトウショウ（スイープトウショウの母母母母、高祖母）に始まった。日本では、アメリカ産牝馬セヴァインを1928年に輸入したことに始まる牝系であり、かつては牧場でもセヴァイン系と認識されていた。セヴァイン系は、有力馬が現れずに衰退し、数々の枝葉が断たれたが、セヴァインの孫トミユキ（父:セントライト、スイープトウショウの六代母）だけが生き永らえていた。
チャイナトウショウは、父がチャイナロックである。チャイナロック産駒は、身体が大きくなり「ごつすぎる」（三代目牧場長志村吉男）ことで有名だった。チャイナトウショウも例に洩れず「ひと目でチャイナロックの産駒とわかる大きな牝馬」（志村）であり、牧場スタッフから導入を反対する声もあったが、藤田正明の一声で導入が決定する。
未出走のまま繁殖牝馬となったチャイナトウショウは、藤田正明がフランスから導入した種牡馬ダンディルートと交配した。1978年に産んだ牝馬マーブルトウショウ（スイープトウショウの母母母、曾祖母）は、栗東トレーニングセンターの戸山為夫厩舎のもと、1980年阪神3歳ステークス3着、1981年紅梅賞を優勝、桜花賞では3着。牝馬ながら東京優駿（日本ダービー）に出走し25着、16戦4勝で引退した。増えるソシアルバターフライ系に負けず、牧場の繁殖牝馬となった。トウショウボーイ応援という牧場の方針に則り、トウショウボーイと交配。1985年に産んだ牝馬サマンサトウショウ（スイープトウショウの母母、祖母）は、栗東の渡辺栄厩舎のもと、1990年のエプソムカップ（GIII）を優勝、マイルチャンピオンシップ（GI）3着など27戦7勝だった。繁殖牝馬となって1986年凱旋門賞優勝馬のダンシングブレーヴと交配、1993年に牝馬タバサトウショウ（スイープトウショウの母）が誕生する。サマンサトウショウ、タバサトウショウ母娘は、いずれも『奥さまは魔女』の登場人物「サマンサ」「タバサ」母娘からの引用だった。
タバサトウショウは、同じく渡辺厩舎からデビューし6戦1勝。引退し、牧場で繁殖牝馬となった。初年度はフジキセキ、2年目はハウスバスターと交配し、2頭を生産する。それから2000年の交配相手には、既に産駒サウスヴィグラスなどの外国産馬として活躍していた種牡馬、日本に輸入されて供用初年度のエンドスウィープ（父:フォーティナイナー）が選ばれた。エンドスウィープは、二代目の衛成が選んだ。理由は、産駒の勝ち上がる確率が高いことや「フォーティナイナーの子供たちは柔軟性があって、父親のいいところも持っているし、かなり広がりを見せてくる」と考えたためだった。
2001年5月9日、トウショウ牧場にて3番仔となる鹿毛の牝馬（後のスイープトウショウ）が生産される。これまでチャイナトウショウ系の出世頭は、トミユキの玄孫トウショウバルカンやサマンサトウショウでGIII止まり。セヴァイン系まで広げても、トミユキの曾孫ドウカンヤシマでGIII止まり、だった。しかしそんな牝系に、トウショウ牧場がダンディルートやトウショウボーイ、ダンシングブレーヴ、エンドスウィープと重ねたトミユキの昆孫が3番仔である。中でも3番仔の目は、末脚の鋭さで鳴らした母父ダンシングブレーヴと同じ三白眼だった。

### 幼駒時代
3番仔は、父エンドスウィープの一部「スイープ」と冠名の「トウショウ」を組み合わせた「スイープトウショウ」という競走馬名が与えられる。
スイープトウショウは、スタッフからの評価は高く走ると期待された。ただし走ることも馬房から出ることも嫌うなど、人間を拒否し続けていた。放牧に出されても「いつも親分……自分が女王でないと気がすまない」性格だったという。この性格は、競走馬になっても解消せず、後々様々な不都合に見舞われることになる（詳細はスイープトウショウ#気性難を参照。）。2003年に2歳となったスイープトウショウは、サマンサ、タバサと同様に、渡辺厩舎に入厩する。渡辺調教師は、翌2004年2月末に定年、厩舎解散を控えていた。

## 競走馬時代

### 2歳（2003年）
10月18日、京都競馬場の新馬戦（芝1400メートル）に、渡辺厩舎所属の角田晃一が騎乗してデビューする。単勝オッズ1.8倍の1番人気に推された。スタートで出遅れて後方待機となり、第3コーナーで進出。追われることがないまま先頭に立ち、スパートして突き放した。後方に3馬身差をつけて入線、初勝利を挙げる。角田は「ここではモノが違った。大きいところをねらえる馬だと思う」と評している。
続いて11月9日、阪神競馬場のファンタジーステークス（GIII）に臨む。ツルマルボーイの全妹ツルマルシスターが2.7倍の1番人気に推され、スイープトウショウはそれに次ぐ3.5倍の2番人気だった。最内枠からスタートしたが、新馬戦同様に出遅れて後方待機、折り合いを欠きながらの追走となった。第3コーナーから大外に持ち出して進出し、直線でスパートを開始。中団から馬場の最も内側を突いて抜け出していた3番人気ロイヤルセランガーを差し切った。ロイヤルセランガーに1馬身4分の1差をつけて入線、重賞初勝利となった。デビュー2戦目での優勝は、1998年プリモディーネ以来だった。
12月7日、阪神ジュベナイルフィリーズ（GI）でGI初出走、単勝オッズ2.1倍の1番人気となる。対抗馬には、前走で下した2着ロイヤルセランガー、5着フィーユドゥレーヴが推されており、ファンタジーステークス出走経験馬が上位人気を占めていた。スタートは五分に出ることに成功したが、後方内側待機を選択する。1000メートル地点を60.7秒で通過するスローペースを追走。最終コーナーで外に持ち出して追い上げにかかったが、進路を塞がれてしまった。スムーズに抜け出した6番人気ヤマニンシュクル、馬場の内側で逃げ粘る10番人気ヤマニンアルシオンなどを遅れて追いかけた。前方有利なスローペースに加えて、短い直線、さらに前が塞がれるという不利が積み重なっては敵わず、5着に敗退する。この年のJRA賞では、全287票中6票を集めて最優秀2歳牝馬の次点となった。

### 3歳（2004年）

#### 桜花賞5着、優駿牝馬2着
1月18日、京都の紅梅ステークス（OP）で始動。阪神ジュベナイルフィリーズ2着のヤマニンアルシオンや新馬戦勝利から臨むダイワエルシエーロとの対決となったが、単勝オッズ1.3倍に推される。再び出遅れ最後方追走、直線で追い上げて逃げるヤマニンアルシオンを吸収した。ダイワエルシエーロの抵抗を受けたが、半馬身差をつけて入線し3勝目。走破タイム1分21秒9は、1999年エイシンルーデンスに並ぶレースレコードタイだった。2月末、渡辺の定年、厩舎解散が間近に迫り、1月23日付で栗東の鶴留明雄厩舎に転厩する。渡辺と鶴留は、共にシンザン、ミスオンワード、コダマの管理調教師として知られる武田文吾の兄弟弟子だった。

3月6日には、桜花賞のトライアル競走であるチューリップ賞（GIII）に臨む。これまで4戦は、渡辺厩舎所属の角田が騎乗していたが、転厩により降板。代わりに鶴留厩舎の主戦騎手、かつて厩舎に所属していた池添謙一が起用された。有力馬にクラシック直前で乗り替わることになり、池添はこの時の心境を「正直、僕もビックリした」と回顧している。
単勝オッズ1.8倍の1番人気の支持。阪神ジュベナイルフィリーズ1着のヤマニンシュクル、6着のアズマサンダースとの再対決だったが、2頭を4倍台に押しのけていた。ゲート入りに時間がかかり、スタートでも出遅れて後方を追走。直線で大外から追い込んで全てを差し切った。アズマサンダースに半馬身、ヤマニンシュクルに1馬身半差をつけて優勝。重賞2勝目を挙げるとともに、優先出走権を獲得した。
続いて4月11日、桜花賞（GI）に臨む。フラワーカップなど3戦3勝、武豊騎乗のダンスインザムードと初対決だった。ダンスインザムードが2.9倍、スイープトウショウはそれに次ぐ3.8倍。フィリーズレビューなど3戦3勝のムーヴオブサンデーが5.3倍で続いていた。再びゲート入りに時間がかかったが、スタートは五分に出ることができた。スローペースの後方追走から、直線では馬群を縫って追い上げたが、早めに抜け出したダンスインザムードには敵わなかった。他4頭にも先着を許す5着に敗退する。

それから5月23日の優駿牝馬（オークス）（GI）に出走。ダンスインザムードが1.4倍の1番人気に支持される一方、スイープトウショウは13.8倍の4番人気だった。スタートは五分に出て、今までより少し前の中団後方を追走した。スローペースの中、ダイワエルシエーロが早めに抜け出して、好位の大本命ダンスインザムードに対抗。スイープトウショウはダンスインザムードの直後に位置した。
直線では、ダンスインザムードが伸びなかった。スイープトウショウは末脚を見せて、ダンスインザムードを外からをかわすことができたが、粘るダイワエルシエーロには届かなかった。4分の3馬身差の2着に敗退する。この後は、トウショウ牧場で休養、牧場ではまず笹針治療が施された。スイープトウショウは春のレースで消耗しており、その具合は、笹針を担当した獣医師が「普通の馬はここまでならない」と指摘されるほどだった。

#### 秋華賞優勝
7月末から運動を再開し、秋は9月19日のローズステークス（GII）で始動。オークス優勝馬ダイワエルシエーロの再戦となり、ダイワエルシエーロ2.5倍、スイープトウショウ2.7倍の支持だった。再び出遅れて、後方を追走。第3コーナー外から追い上げ、直線ではダイワエルシエーロこそかわして先頭に立った。しかしその後、内外からレクレドール、グローリアスデイズにかわされた。1994年ヒシアマゾンのレースレコードを上回るタイムで走破したものの3着。秋華賞の優先出走権を獲得している。
続いて10月17日の秋華賞（GI）に臨む。単勝オッズ5.0倍の2番人気の支持。1番人気は、優駿牝馬4着からアメリカ遠征を行って現地G1で2着、帰国後初戦となるダンスインザムードが1.7倍。3番人気は9.3倍のレクレドールだった。ゲート入りには時間がかかった。目隠しをされて誘導されて収まりスタートし出遅れている。平均ペースの後方を追走し、18頭中16番手で最終コーナーを通過。大外に持ち出して追い上げを開始した。前方では、ダンスインザムードが好位の内側2番手から早めに抜け出していた。直線では、内のダンスインザムードを、真ん中ヤマニンシュクル、大外スイープトウショウが追いかける展開となった。しばらくしてダンスインザムードが失速し、代わりにヤマニンシュクルが一時先頭に。しかしその間に仕掛けられたスイープトウショウが末脚を発揮し、先頭となってすぐのヤマニンシュクルを差し切った。ヤマニンシュクルに抵抗されたが先頭を守って入線、半馬身差をつけてGI初勝利を挙げる。
トウショウ産業株式会社は、シスタートウショウで制した1991年桜花賞以来13年ぶりとなるGI優勝を果たした。また鶴留は、桜花賞を1991年のシスタートウショウ、優駿牝馬を1994年のチョウカイキャロル、エリザベス女王杯を1985年のリワードウイングで勝利しており、秋華賞の勝利で以て伊藤雄二に次いで史上2人目となる、管理馬の「牝馬四冠」を達成している。池添は、師匠鶴留の管理馬を初めてGIタイトルに導き、直後に涙を流していた。池添は「先生の馬でGIを勝つことが僕の夢のひとつでした。それが叶って今は最高の気分」だと述べている。加えて亡きエンドスウィープの産駒で初めてとなるJRA-GI勝利だった。
それから11月14日、エリザベス女王杯（GI）に臨む。前年のエリザベス女王杯優勝馬アドマイヤグルーヴ、前年の牝馬三冠馬スティルインラブなど古馬と初対決。アドマイヤグルーヴと並んでオッズ3.3倍となったが僅差で1番人気となった。再び出遅れて後方、不利なスローペースを追走。第4コーナーでは、大外に持ち出した。直線では追い上げたものの、内側からスムーズに抜け出したアドマイヤグルーヴには敵わなかった。アドマイヤグルーヴには2馬身以上離された5着に敗れている。この年のJRA賞では、全285票中23票を集めて最優秀3歳牝馬の次点となった。

### 4歳（2005年）

#### 安田記念2着 - 宝塚記念優勝
エリザベス女王杯の後は、トウショウ牧場で放牧。年をまたいで古馬となった。この年は、距離の適性から天皇賞（春）は見送り、安田記念や宝塚記念への出走を目指した。6月まで適鞍がなかったことから、長期休養となった。3月中旬に帰厩する。それからは5月8日の都大路ステークス（OP）で始動し、格下相手に1番人気に推された。ゲートに正しく入ったが出遅れて後方追走、スローペースから追い上げたが届かず5着だった。
6月5日、目標の一つだった安田記念（GI）に臨む。香港から遠征する3頭を含めた18頭立て、牝馬は2頭のみで、もう1頭は、同期のダンスインザムードだった。5.8倍のテレグノシスが1番人気、6.8倍ダイワメジャー、7.5倍ダンスインザムード、8.6倍香港のサイレントウィットネス、10.3倍香港のブリッシュラックなどと続いていた。そんな中、スイープトウショウは17.6倍の10番人気だった。人気は割れて、12番人気までが20倍を切る混戦状態だった。スイープトウショウは、スタートで再び出遅れて後方を追走する。最終コーナーでは、外に持ち出しながら通過した。直線では大外から追い上げを開始。内から抜け出したサイレントウィットネスに並びかけたが、その二頭の間、真ん中から盛り返した7番人気アサクサデンエンに並ばれた。三頭横一線となっての叩き合いを演じたが、アサクサデンエンが一歩抜け出して優勝する。スイープトウショウとサイレントウィットネスは、2着争いを演じながら決勝線を通過。スイープトウショウは、アサクサデンエンにはクビ差後れを取ったが、サイレントウィットネスにアタマ差先着する2着となる。池添はこのレースの後「牡馬相手でも通用することもわかりました」と述べている。

続いて中2週で6月26日の宝塚記念（GI）に臨む。古馬中長距離の一線級と初対決となった。前年の宝塚記念優勝馬で、金鯱賞3連覇達成から参戦するタップダンスシチーが1.9倍の1番人気。前年の天皇賞（秋）、ジャパンカップ、有馬記念3連勝から半年ぶりに復帰するゼンノロブロイが3.0倍の2番人気。産経大阪杯2着や前年のダービー2着の4歳馬ハーツクライが続く3番人気だったが、18.3倍だった。以降、リンカーン、道営のコスモバルク、トウショウナイトと続いていた。牝馬は、アドマイヤグルーヴ、スティルインラブの牝馬限定GI優勝馬3騎で臨んだが、最高人気はアドマイヤグルーヴの8番人気31.2倍だった。そしてスイープトウショウは、38.5倍の11番人気の支持だった。
問題なくゲートに収まり、これまた問題なくスタートを切った。これまでよりも前目、15頭中8番手という好位、中団を追走した。前半の1000メートルは、59.9秒で通過するスロー寄りのペースだったが、その後のペースが緩まず、先行勢がスタミナを消費しながら先導する展開となった。第3コーナーから余力がなくなる馬も出始め、タップダンスシチーもその1頭だった。スイープトウショウは、第3コーナーから外に持ち出して進出を開始して進路を確保。
仕掛けられないまま、余力を残したままに最終コーナーを通過する。ゼンノロブロイと横並び、失速するタップダンスシチーを射程圏内に入れていた。直線では、失速するタップダンスシチーをまずリンカーンが捉えていたが、スイープトウショウが仕掛けられて末脚を発揮すると、リンカーンを外から差し切り、ゼンノロブロイも封じて先頭となった。大外から追い込むハーツクライが接近してくるも先頭は守って入線。ハーツクライにクビ差をつけて優勝する。
GI2勝目。1966年エイトクラウン以来39年ぶり史上2頭目となる牝馬による宝塚記念優勝。また、日本調教牝馬として初めて、牝馬限定戦以外の2100メートル以上のGIを優勝した。さらに1999年グラスワンダー、2002年ダンツフレーム以来3例目となる安田記念2着からの宝塚記念優勝だった。加えてトウショウ産業株式会社は、トウショウボーイで制した1977年以来28年ぶりとなる宝塚記念優勝だった。宝塚記念後は、石川県の小松温泉牧場に放牧に出された。

#### エリザベス女王杯優勝
秋の始動戦となった10月9日の毎日王冠（GII）では5番手で直線に向いたが、脚が伸びず6着止まり。続く10月30日、エンペラーズカップ100周年記念という副題が附されて天覧競馬となった天皇賞（秋）（GI）に出走。ゼンノロブロイ、ハーツクライ、リンカーンに続く、参戦牝馬4頭のうち最上位となる4番人気に推された。18頭中10番手で直線に向いたが伸びず5着止まり。牝馬の14番人気ヘヴンリーロマンスが優勝し、13番人気ダンスインザムードが3着となっていた。

11月13日、前年5着のエリザベス女王杯に臨む。1年ぶりとなる牝馬同士の戦いとなり、2.8倍の2番人気に推される。1番人気は優駿牝馬2着、秋華賞優勝のエアメサイアで2.5倍、武豊の騎乗だった。3番人気は夏の新潟1000万円以下から新潟記念（GIII）、府中牝馬ステークス（GIII）と3連勝中、江田照男騎乗のヤマニンアラバスタで7.4倍。以降、2連覇中のアドマイヤグルーヴ、オースミハルカ、レクレドール、イギリスのサミットヴィルと続いていた。
再びスタートで出遅れ、中団の後方を追走する。前方ではオースミハルカがハナを奪い、後続を突き放す大逃げを展開した。オースミハルカはペースを落とし、平均ペースで逃げていた。オースミハルカ独走状態のまま、最終コーナーを通過。後方集団は追い上げにかかり、馬群の中にいたスイープトウショウも同様だった。しかしオースミハルカは失速せず、後方集団も伸びあぐねた。独走を許したまま直線の半分を消化していた。その後になってようやく後方集団から、馬場の真ん中アドマイヤグルーヴと外スイープトウショウの2頭が台頭する。
スイープトウショウは仕掛けられて末脚を発揮し、まずアドマイヤグルーヴを突き放した。1頭でオースミハルカに迫り、ゴール手前で差し切った。半馬身差をつけて先頭で入線する。GI3勝目、2着オースミハルカに半馬身、3着アドマイヤグルーヴには3馬身差をつける優勝だった。鶴留は1985年リワードウイング以来となるエリザベス女王杯優勝。1996年に4歳以上にも開放されてレースの毛色が変わってからは初勝利であり、改めて史上2人目となる管理馬の「牝馬四冠」となった。
この年のJRA賞では、291票中255票を集めて最優秀4歳以上牝馬を受賞している。

### 5-6歳（2006-07年）
エリザベス女王杯以後は放牧に出され年を越えた。5歳となった2006年は春に新設された東京マイルの牝馬限定GI級競走・ヴィクトリアマイル（JpnI）を目指した。3月上旬に帰厩して調整が進んでいたが、4月4日の調教中に故障する。全治3か月となる左第2中手骨骨折となり、春は全休となった。その後はトレーニングセンターに厩舎に残ったまま治療が施された。7月初旬から運動を再開する。

10月8日の京都大賞典（GII）で復帰する。ダービー2着の4歳馬インティライミが2.1倍の1番人気、スイープトウショウはそれに次ぐ5.1倍の2番人気だった。レースではスタートしてすぐ中団に位置を取った。逃げ馬がおらず、これまで好位差しのローゼンクロイツが逃げることになり、前半の1000メートルを64.1秒で通過するスローペースとなった。
馬群の中の7番手で直線に向いたスイープトウショウは末脚を発揮し、前を行く2頭の間から抜け出した。5番人気トウショウナイト、7番人気ファストタテヤマが追い込んで来たがそれらに4分の3馬身差をつけて先頭で入線する。重賞6勝目、1995年ヒシアマゾン以来となる牝馬の京都大賞典優勝だった。また、中328日の長期休養明けで重賞勝利は史上第5位の記録となった。
その後は天皇賞（秋）を3.9倍の1番人気で臨み、中団後方から追い込み5着まで。続くエリザベス女王杯では3歳牝馬カワカミプリンセスに1番人気を譲る2番人気の支持、レースでは後方待機から大外に持ち出して追い上げたが、内を突いたカワカミプリンセス、中団から伸びたフサイチパンドラを捉えることができず3位で入線。1位入線のカワカミプリンセスがヤマニンシュクルの走行を妨害したため降着処分となり繰り上がり、フサイチパンドラにクビ差の2着となった。その後有馬記念は後方追走のまま力尽き10着敗退となる。
6歳となった2007年も現役を続行し、マイラーズカップ（GII）で始動し2着。ヴィクトリアマイルは9着。続く宝塚記念は厩舎で暴れて右後脚を打撲して回避した。夏を越して秋は京都大賞典で復帰する予定だったが、調教を嫌がって仕上がらず回避。スワンステークス（GII）で復帰しスーパーホーネットに敗れて4着。続くエリザベス女王杯は3歳牝馬ダイワスカーレットに敗れて3着となる。エリザベス女王杯を最後に引退が決定、11月23日付でJRAの競走馬登録を抹消する。

## 繁殖牝馬時代
引退翌年の2008年から、生まれ故郷のトウショウ牧場で繁殖牝馬となった。初年度はアグネスタキオンと交配、2009年2月25日に初仔の牝馬を出産した。2年目、2010年の不受胎を挟んで以降6年連続で生産した。その後1年空けて2018年から3年連続で生産した。2020年12月5日、スワーヴリチャードの子を受胎中に腸捻転を発症し、19歳で死亡する。5頭の牡馬、5頭の牝馬を遺した。
2015年10月末には故郷で繋養先のトウショウ牧場が閉鎖している。スイープトウショウは安平町のノーザンファームに売却され、翌2016年以降のスイープトウショウは、ノーザンファームで繋養されて生産を続けていた。スイープトウショウが現役競走馬だった時期は、シラオキ系シーイズトウショウ、輸入繁殖牝馬から産まれたトウショウナイトなどが重賞を制するなど活躍。生産者成績で3年連続十傑入りを果たしていたが、それ以降は、重賞を勝利することができず、賞金も右肩下がりだった。資金が底ついて立ち行かなくなったわけではなく、ある程度の余裕を残しての撤退だったという。
直子からは重賞馬は出ていないが、2番仔ビジュートウショウの産駒スウィープフィートが2024年にチューリップ賞を勝利している。

## 競走成績
以下の内容は、netkeiba.comおよびJBISサーチに基づく。
| 競走日     | 競馬場 | 競走名           | 格   | 距離 （馬場） | 頭 数 | 枠 番 | 馬 番 | オッズ （人気） | 着順 | タイム （上り3F） | 着差 | 騎手      | 斤量 [kg] | 1着馬（2着馬）         | 馬体重 [kg] |
| ---------- | ------ | ---------------- | ---- | ------------- | ----- | ----- | ----- | --------------- | ---- | ----------------- | ---- | --------- | --------- | ---------------------- | ----------- |
| 2003.10.18 | 京都   | 2歳新馬          |      | 芝1400m（良） | 18    | 4     | 7     | 001.80（1人）   | 01着 | R1:22.9（34.2）   | -0.5 | 0角田晃一 | 54        | （アグネスラズベリ）   | 458         |
| 0000.11.09 | 京都   | ファンタジーS    | GIII | 芝1400m（良） | 12    | 1     | 1     | 003.50（2人）   | 01着 | R1:22.6（34.0）   | -0.2 | 0角田晃一 | 54        | （ロイヤルセランガー） | 458         |
| 0000.12.07 | 阪神   | 阪神JF           | GI   | 芝1600m（良） | 18    | 2     | 4     | 002.10（1人）   | 05着 | R1:36.1（34.3）   | -0.2 | 0角田晃一 | 54        | ヤマニンシュクル       | 456         |
| 2004.01.18 | 京都   | 紅梅S            | OP   | 芝1400m（良） | 11    | 6     | 6     | 001.30（1人）   | 01着 | R1:21.9（34.3）   | -0.1 | 0角田晃一 | 55        | （ダイワエルシエーロ） | 460         |
| 0000.03.06 | 阪神   | チューリップ賞   | GIII | 芝1600m（良） | 15    | 7     | 13    | 001.80（1人）   | 01着 | R1:35.5（34.3）   | -0.1 | 0池添謙一 | 54        | （アズマサンダース）   | 446         |
| 0000.04.11 | 阪神   | 桜花賞           | GI   | 芝1600m（良） | 18    | 2     | 4     | 003.80（2人）   | 05着 | R1:34.5（34.4）   | -0.9 | 0池添謙一 | 55        | ダンスインザムード     | 448         |
| 0000.05.23 | 東京   | 優駿牝馬         | GI   | 芝2400m（稍） | 18    | 1     | 1     | 013.80（4人）   | 02着 | R2:27.3（34.2）   | -0.1 | 0池添謙一 | 55        | ダイワエルシエーロ     | 446         |
| 0000.09.19 | 阪神   | ローズS          | GII  | 芝2000m（良） | 12    | 4     | 4     | 002.70（2人）   | 03着 | R1:59.1（35.5）   | -0.1 | 0池添謙一 | 54        | レクレドール           | 452         |
| 0000.10.17 | 京都   | 秋華賞           | GI   | 芝2000m（良） | 18    | 6     | 11    | 005.00（2人）   | 01着 | R1:58.4（33.9）   | -0.1 | 0池添謙一 | 55        | （ヤマニンシュクル）   | 450         |
| 0000.11.14 | 京都   | エリザベス女王杯 | GI   | 芝2200m（良） | 18    | 4     | 7     | 003.30（1人）   | 05着 | R2:13.9（33.2）   | -0.3 | 0池添謙一 | 54        | アドマイヤグルーヴ     | 454         |
| 2005.05.08 | 京都   | 都大路S          | OP   | 芝1600m（良） | 14    | 4     | 7     | 002.70（1人）   | 05着 | R1:34.6（33.1）   | -0.3 | 0池添謙一 | 56        | ケイアイガード         | 454         |
| 0000.06.05 | 東京   | 安田記念         | GI   | 芝1600m（良） | 18    | 6     | 11    | 017.6（10人）   | 02着 | R1:32.3（34.0）   | -0.0 | 0池添謙一 | 56        | アサクサデンエン       | 454         |
| 0000.06.26 | 阪神   | 宝塚記念         | GI   | 芝2200m（良） | 15    | 6     | 11    | 038.5（11人）   | 01着 | R2:11.5（35.7）   | -0.0 | 0池添謙一 | 56        | （ハーツクライ）       | 460         |
| 0000.10.09 | 東京   | 毎日王冠         | GII  | 芝1800m（稍） | 17    | 7     | 13    | 005.50（2人）   | 06着 | R1:47.1（33.7）   | -0.6 | 0池添謙一 | 57        | サンライズペガサス     | 466         |
| 0000.10.30 | 東京   | 天皇賞（秋）     | GI   | 芝2000m（良） | 18    | 7     | 14    | 009.00（4人）   | 05着 | R2:00.4（32.8）   | -0.3 | 0池添謙一 | 56        | ヘヴンリーロマンス     | 464         |
| 0000.11.13 | 京都   | エリザベス女王杯 | GI   | 芝2200m（良） | 18    | 4     | 8     | 002.80（2人）   | 01着 | R2:12.5（33.2）   | -0.1 | 0池添謙一 | 56        | （オースミハルカ）     | 464         |
| 2006.10.08 | 京都   | 京都大賞典       | GII  | 芝2400m（良） | 11    | 7     | 9     | 005.10（2人）   | 01着 | R2:31.5（32.8）   | -0.1 | 0池添謙一 | 56        | （ファストタテヤマ）   | 470         |
| 0000.10.29 | 東京   | 天皇賞（秋）     | GI   | 芝2000m（良） | 16    | 4     | 7     | 003.90（1人）   | 05着 | R1:59.2（34.6）   | -0.4 | 0池添謙一 | 56        | ダイワメジャー         | 458         |
| 0000.11.12 | 京都   | エリザベス女王杯 | GI   | 芝2200m（良） | 18    | 4     | 8     | 002.80（2人）   | 02着 | R2:11.6（34.4）   | -0.0 | 0池添謙一 | 56        | フサイチパンドラ       | 464         |
| 0000.12.24 | 中山   | 有馬記念         | GI   | 芝2500m（良） | 14    | 4     | 6     | 029.60（5人）   | 10着 | R2:32.9（34.5）   | -1.0 | 0池添謙一 | 55        | ディープインパクト     | 456         |
| 2007.04.14 | 阪神   | マイラーズC      | GII  | 芝1600m（良） | 15    | 4     | 6     | 006.10（2人）   | 02着 | R1:32.4（32.7）   | -0.2 | 0池添謙一 | 56        | コンゴウリキシオー     | 462         |
| 0000.05.13 | 東京   | ヴィクトリアM    | JpnI | 芝1600m（良） | 18    | 4     | 7     | 004.00（2人）   | 09着 | R1:33.2（33.6）   | -0.7 | 0池添謙一 | 55        | コイウタ               | 462         |
| 0000.10.27 | 京都   | スワンS          | GII  | 芝1400m（稍） | 18    | 1     | 2     | 009.40（4人）   | 04着 | R1:21.1（35.0）   | -0.4 | 0池添謙一 | 56        | スーパーホーネット     | 480         |
| 0000.11.11 | 京都   | エリザベス女王杯 | GI   | 芝2200m（良） | 13    | 3     | 4     | 006.60（2人）   | 03着 | R2:12.2（33.9）   | -0.3 | 0池添謙一 | 56        | ダイワスカーレット     | 480         |

- 2006年のエリザベス女王杯は、3位入線。1位入線のカワカミプリンセスが12着降着したため繰り上がって2着。

## 繁殖成績
|        | 馬名                     | 誕生年 | 性 | 毛色 | 父                 | 馬主                   | 厩舎                                               | 戦績       | 供用 | 出典    |
| ------ | ------------------------ | ------ | -- | ---- | ------------------ | ---------------------- | -------------------------------------------------- | ---------- | ---- | ------- |
| 初仔   | ジュエルトウショウ       | 2009年 | 牝 | 鹿毛 | アグネスタキオン   | トウショウ産業         | 鶴留明雄（栗東） →今野貞一（栗東） →佐藤茂（金沢） | 14戦3勝    | 繁殖 | [ 112 ] |
|        | （不受胎）               | 2010年 |    |      | ダイワメジャー     |                        |                                                    |            |      |         |
| 2番仔  | ビジュートウショウ       | 2011年 | 牝 | 栗毛 | ディープスカイ     | トウショウ産業         | 今野貞一（栗東）                                   | 11戦1勝    | 繁殖 | [ 113 ] |
| 3番仔  | レガッタ                 | 2012年 | 牡 | 鹿毛 | ディープインパクト | 寺田千代乃             | 昆貢（栗東）                                       | 3戦1勝     | 抹消 | [ 114 ] |
| 4番仔  | トウショウビクター       | 2013年 | 牡 | 鹿毛 | ステイゴールド     | 藤田衛成               | 今野貞一（栗東） →杉浦宏昭（美浦）                 | 11戦1勝    | 抹消 | [ 115 ] |
| 5番仔  | スイーズドリームス       | 2014年 | 牡 | 鹿毛 | ディープインパクト | 大塚亮一               | 須貝尚介（栗東）                                   | 24戦4勝    | 繁殖 | [ 116 ] |
| 6番仔  | スイープトウショウの2015 | 2015年 | 牡 | 栗毛 | オルフェーヴル     | 吉田和美               |                                                    | （未出走） |      | [ 117 ] |
| 7番仔  | スイープセレリタス       | 2016年 | 牝 | 鹿毛 | ハーツクライ       | （有）シルクレーシング | 藤沢和雄（美浦）                                   | 16戦4勝    | 繁殖 | [ 118 ] |
| 8番仔  | クリーンスイープ         | 2018年 | 牝 | 鹿毛 | ドゥラメンテ       | （有）シルクレーシング | 国枝栄（美浦）                                     | 7戦3勝     | 繁殖 | [ 119 ] |
| 9番仔  | ピエドラデルーナ         | 2019年 | 牝 | 鹿毛 | キタサンブラック   | （有）シルクレーシング | 清水久詞（栗東）                                   | 1戦0勝     | 繁殖 | [ 120 ] |
| 10番仔 | スイープアワーズ         | 2020年 | 牡 | 鹿毛 | ディープインパクト | 大塚亮一               | 友道康夫（栗東）                                   | 14戦3勝    | 現役 | [ 121 ] |
|        | 母体死亡                 |        |    |      | スワーヴリチャード |                        |                                                    |            |      |         |

## 気性難
難しい性格は幼駒の頃だけでなく、競走馬となっても変わらず、引退までも変わらなかった。馬場に入ることや、ゲート入りを嫌がり続けていた。池添によれば「この馬が現役を続ける限りついて回る問題」だという。

### ゲートに入らない
その気性からゲートの入りが悪かった。出走24戦中4戦で枠入り不良を犯している。初犯、3歳春のチューリップ賞は、発走時刻を3分遅延。2回目、3歳秋の秋華賞は、グローリアスデイズとともに不良で、発走時刻を3分遅延。3回目、秋華賞に続くエリザベス女王杯は、発走時刻を2分遅延。4回目、5歳末の有馬記念は、発走時刻を4分遅延させている。

#### 初犯 - 3回目
まず3歳春、チューリップ賞にて「枠入り不良」とされ、トレーニングセンターで行われる発走調教再審査いわゆる「ゲート試験」が義務付けられた。この頃はまだレースに向かうための本格的な調教をしていなかったため大人しく、すんなりこなして合格。桜花賞に臨むことはできたが、ゲート試験が足かせになって既にストレスフル、完調とは言えない状態で臨み敗れていた。それから夏を越して秋、精神面での成長があったとされていた。しかし臨んだ秋華賞、勝利こそ挙げたものの再び枠入り不良、ゲート試験が義務付けられてしまう。エリザベス女王杯を出走目指して、再びゲートに向き合い、試験1回目は淡々とこなしたが、2回目は拒否。目隠しをされてようやく合格を勝ち取っていた。ただやはりゲート試験で既にストレスフル、エリザベス女王杯は待機場所からゲートへの移動すら拒み、敵のはずの他の1頭に寄り添われながらゲートへ。目隠しされては、ファンファーレ前にゲートに入る待遇で「3回目の枠入り不良」、肝心のレースも出遅れ、凡走してしまった。3回目の処分は重くなり、30日間の出走停止と、30日満了後に開催競馬場でのゲート試験が課されている。

#### ゲート難解消? - 4回目
出走停止期間は、その後の予定がなく放牧に出されたため、処分に実効性はなかった。放牧の間に4歳となり、4月2日の阪神競馬場最終競走後にゲート試験を受検。強い調教をして気が荒くなる前の状態でゲートに向き合い、すんなり合格していた。始動戦となった都大路ステークスは敗れたが、ゲートを正しくこなしていた。続く安田記念は、鶴留が「今までで一番よかった」と称えるほどのゲートで牡馬相手に2着。ゲートが安定した状態で迎えた宝塚記念は、正しくスタートし、いつもより前の中団につけて優勝を果たしている。
夏休みを経て秋の毎日王冠は失敗したが、続く天皇賞（秋）とエリザベス女王杯はうまくこなして、エリザベス女王杯は優勝を果たしている。鶴留はエリザベス女王杯でゲートにすんなり収まった瞬間、思わず「ヨシッ」と漏らしている。ゲートに収まっただけで喜ぶ姿をさらしてしまい、その様子を見た周りに笑われたという。その後5歳で骨折し、京都大賞典で復帰したがその年の暮れ、有馬記念では4回目の枠入り不良。4回目の発走調教再審査、ゲート試験が課されている。再び4回目の試験を合格し、競走生活晩年の6歳を暮れまで走り切った。

### 頑なに動かない
自身が納得しないと動かない性格だった。調教に向かうまで時間を要し、坂路を2回駆けるところ1本止まりになってしまうことが多々あった。何度か良化し、本番でも良績を残すことはできたが、その後が続かず「通例」「風物詩」などともてはやされた。
4歳春の宝塚記念はそれが解消して勝利を挙げているが、夏を経た秋、天皇賞（秋）では逆戻り。遂には競馬場でそれを披露してしまった。馬場入場の際に動かなくなってしまい「調教注意」の制裁を受けている。池添は「調教で自分が納得しないと全然走ってくれない。厩舎の思い通りにメニューが消化できていたら、もっとすごい競走成績だったはずです」と回顧している。

#### 一か八かの秋華賞直前調教とその代償
クラシックに臨むにあたり、鶴留は「調教ではいつも苦労させられていますよ。坂路を上がる時もスタート地点に行くまで何度も立ち止まって、なかなか動こうとしないんです。時間がかかるし、1日に2本坂路を上がるのは難しい。でも、走り出せばさすがにいい動きをする」と述べていた。実際、負荷をかけるとすぐに不機嫌になってしまうため、調教をいくらか加減させている。例えば坂路2本を1本で終えていた。十分に調教されないままのクラシック参戦。大タイトル獲得に至らなかったものの、生まれ持った能力だけで上位に食い込んでいた。鶴留は「調教をあまり積めない馬がこれだけ走っている。順調にやれたらどれだけ強くなるのか」と嘆いていた。
その後、夏を越えて秋、勝負の時期と考えた陣営は、秋華賞直前にして初めて、負荷をかける調教を敢行する。そして臨んだ秋華賞は、ゲートこそうまくこなせなかったが、勝利を挙げ、最後の一冠獲得に成功していた。ただその調教は、長く続かなかった。直後のエリザベス女王杯直前は、ゲート試験も重なって機嫌が悪くなり、坂路の前で30分もしくは40分立ち往生してしまっている。

#### 春の好調 - 秋の好不調
放牧を経て4歳春は、安田記念2着、宝塚記念優勝の好成績を残している。この頃は、坂路にスムーズに向かい、順調に調教を消化できていた。例えば恒例だった坂路前の立ち往生は、安田記念直前は1分。宝塚記念直前は2分で済んでいた。宝塚記念を終えて、秋を意気込む池添は「宝塚記念は普通にスタートが切れました。……秋もうまくスタートを切れるか分からないけど、今のスイープトウショウなら大丈夫」と述べていた。そして秋、毎日王冠直前はスムーズに調教できていたが、続く天皇賞（秋）直前は、坂路で30分立ち往生。1年ぶりに悪癖がぶり返してしまう。そして迎えたレース本番、それを競馬場でも披露してしまう。
当日は、第125代天皇明仁・皇后美智子が東京競馬場に来場し観戦していた。天皇が天皇賞を観戦するという史上初めての出来事であり、1899年、明治以来106年ぶりとなる天覧競馬だった。そんな中、スイープトウショウは一足先に馬場入場を行ったが、スタンド前の入場口の近くで立ち往生してしまう。池添が促しても歯向かうばかりで前進することができなかった。天皇、皇后の御前ということもあり、JRA職員に発走時刻を遅らせることはできないと注意されたが、どうしても動かなかった。池添は、スイープトウショウを諦めて、馬から降りている。通常の馬なら騎手を乗せた状態で、スタンド前の芝コースにて厩務員の手から放たれ、発走地点、ゲートに向かって馬が走るが、スイープトウショウは、厩務員に引かれたまま歩いて向かい、反対に騎手池添が走る始末だった。その後発走地点に到着したスイープトウショウは、ゲートは問題なく入り、5着に敗退している。池添は敗因をスローペースと捉えており、直前のアクシデントはレースに影響していないという。この件はJRAから「調教注意」の制裁を受けた。
中1週で臨んだエリザベス女王杯直前は、坂路前の立ち往生は8分で済んでいた。スイープトウショウを甘やかさず、負荷のかかる調教を実施。順調に進み、かつ当日も機嫌良く優勝している。エリザベス女王杯後は、骨折して約1年戦線を離れて5歳秋、復帰戦となる京都大賞典直前は、悪癖も全くなくスムーズに登坂し優勝。続く天皇賞（秋）直前は、立ち往生3分のみだった。スムーズに坂路に向かい、予定通り調教できる様子に鶴留は「大人になったかな」と捉えていた。

#### 蘇る悪癖、異例のEコース
しかし天皇賞（秋）直後のエリザベス女王杯、直前は坂路に向かう地下馬道で15分立ち往生してしまう。立ち往生している間に、調教場の閉鎖時間が迫ってしまっていた。そもそもその癖が出ないように、あるいは出ても他の馬に迷惑をかけないように、他がいない閉鎖間際の時間を狙って坂路に赴いていた。長く立ち往生してしまったことで、もう登坂する時間が無かった。急遽山田の判断で、Eコース、ダートコースでの調教を敢行。閉鎖時間の10分前に調教場を離脱している。レース直前の調教・最終追い切りは、新馬戦以外すべて坂路で行っていた。報道陣や池添もこれまで通り、坂路やモニターの前でスイープトウショウを待っていた。ところがダートコースに現れて現場は大混乱、池添でさえも様子を確認することができなかったという。

#### E→D→C→B→拒絶×2
続いて有馬記念に臨む。その1週間前には、遠藤保仁や明神智和などガンバ大阪の選手がスイープトウショウを訪れている。この時はDコース、ウッドチップコースでスムーズに調教することができていた。そして直前の調教は、週末のレースを前に水曜日に行っている。通常は木曜日に行っていたが、万一に備えて1日早めていた。1週間前と同様にDコースに向かったが、地下馬道では5分の立ち往生で済んでいる。この頃は、2歳牝馬スリジェと調教を共にしていたことで、スムーズに調教をこなすことができていた。スイープトウショウにとってスリジェは「お気に入り」だったという。そして迎えた有馬記念、初の中山競馬場参戦は、枠入り不良、おまけに出遅れて敗退している。
有馬記念の後、放牧に出されて年をまたいでいる。続いて6歳のシーズンは、マイラーズカップでの始動を目指していた。しかしその頃は、坂路をこなすことができなくなっていた。1週間前はCコース、ウッドチップコースにて。直前は、同じくCコースを目指したが、地下馬道で30分立ち往生している。続くヴィクトリアマイル直前は、Cコースを目指したが、またも立ち往生。山田が促しても進もうとはしなかった。そこでCを諦めてBコース・ダートコースへ向かい、調教をこなしている。坂路断念して以降は、このように平地のコースで調教を行っていた。スイープトウショウは頭が良く、1度走ったコースを嫌がる傾向にあった。翻って、初めて、久しぶりのコースならばスムーズに調教を開始することが可能だった。それ以降、嫌がるたびにコースを変えて「E→D→C→B」などと巡る。この頃は、鶴留に「どのコースで追うかが悩みの種」「来週の追い切りが無事にやれるか分からない」などと言わしめていた。
それから宝塚記念直前では、とうとう人間を拒否してしまう。調教前に暴れて、調教に欠かせない鞍を着用できなかった。暴れた挙句に転倒し、右後脚を打撲。調教以前の問題で宝塚記念を回避した。夏休みを経て秋は、京都大賞典を目指した。しばらくBコースを使って順調に調整されていた。迎えたレース当週、直前の調教は万一に備えて水曜日に敢行。Cコース入場には成功した。だがしかし、肝心の調教でまったく走らなかった。ただそんな時のための翌木曜日、鶴留はとっておいた最終手段、緊急用のEコースを使用させた。しかしそれでも駄目。負けじと超最終手段、開き直って坂路に行かせたが、もれなく駄目だった。鶴留は、直前の調教、いわゆる最終追い切りなしにレースに臨むことはできないと考え、スイープトウショウに屈して京都大賞典の回避を決断している。走る気がまるで見られないことから引退の危機とも報じられた。

#### 坂路に向き合う
京都大賞典断念後、前年の12月16日から1年近く、どうにかして掻い潜って来た坂路と戦うことになる。山田ではなく、久々に池添とともに坂路に向かい、30分近く坂路と向き合いようやく決心、登坂を開始する。頻繁に走る気を失っては、池添にムチで促されて何とか完走。引き上げる際には池添が汗でまみれるくらいになっていた。坂路での運動ができ、レースが使える見込みが立ったため、スワンステークスに臨むことが決定した。直前も坂路と対峙。池添が最初から目一杯追ってムチを入れて甘えを失わせ、最後バタバタになりながら完走している。
前哨戦を無事消化して本番のエリザベス女王杯に出走登録、ただ1週間後のマイルチャンピオンシップにも一応登録。万一エリザベス女王杯直前の調教できず、出走を断念した際の保険を確保していた。そして迎えた直前の調教、池添とともに坂路と対峙する。いつも通り動かず、30分を過ぎても向かわなかった。鎌田、それに調教スタンドにいた鶴留がスイープトウショウの傍らに駆け寄り、二人で引っ張ってスイープトウショウに挑戦を促す。そして対峙して50分、馬場閉鎖時間まで15分というところで、鎌田、鶴留の作った勢いに乗ってようやく始動する。動いたと同時に池添がムチを連打し完走した。調教をこなしたことでエリザベス女王杯が叶い、エリザベス女王杯4年連続出走を果たし、これを以て競走馬を引退している。引退に際して、鶴留は「調教も出来ないし、かつての切れもないし、馬が可愛そうです。寂しい気持ちもありますが、ホッとしたところもあります」と寄せている。

### 対抗策、改善策
スイープトウショウの気性難は、厩舎を、池添を手こずらせていた。厩舎の人間は、レース前日になると心配で眠れなかったという。鶴留は、普通にゲートに入り、スタートしただけで万歳をしていた。厩舎は、様々な工夫を凝らしている。厩舎を挙げてとしては、スイープトウショウにレースの時期を悟られないように、レース直前にマスコミに取材規制を行っていた。
スイープトウショウは、人を乗せて馬場に行っても動かず、予定通りの調教を消化できなかった。担当厩務員の鎌田修一は、不足する運動量を補うため、鎌田が曳いて歩かせて鍛えさせていた。平地コースのみならず、坂路でも共に登っていたという。鎌田によれば、気性難は「きょうが良くても明日は」分からないものであり、一番注意を払っていることは「機嫌を損ねないように」すること、厩舎では「スイープ」と呼んでいた。またスイープの嫌いなことは「知らない人間が近づく」こと、好きな食べ物は「バナナよりニンジン」だという。
担当調教助手山田和広は、騎手を引退して間もなかった。2004年2月末に引退した山田は、師匠の坪正直厩舎で調教助手に転身。2005年2月末に坪が定年になるのに合わせて、鶴留厩舎に移籍していた。山田は移籍した2005年3月、4歳のスイープトウショウと出会っていた。初めは全く敵わなかったが、時間をかけて粘り強くぶつかって、何とか打ち解けていった。山田が来る前は、池添がレースに出向く土曜日、日曜日は調教できなかったが、山田が担当となってからは、毎日調教することができるようになり、成長が加速していた。
山田は、スイープトウショウと戦うにあたり、騎手時代に、同様に馬場入りを嫌がったブリリアントロードの経験を応用したという。ブリリアントロードは、所属していた坪正直厩舎の馬で、自身が主戦騎手を務め、調教も担当。コンビで1999年の新潟大賞典（GIII）、新潟記念（GIII）優勝に導いていた。池添は、山田の働きに対して「一時間くらい止まっちゃってもじっくりと相手をしてくれた。……山田さんが辛抱して乗ってくれるお陰で、以前は出来なかった坂路の角馬場でダクを踏んだりということも出来るようになりました。順調に調教ができるようになったのが宝塚記念制覇に結びついたといっても、大袈裟ではない」と回顧している。
現役期間のほとんどを管理した調教師鶴留明雄は、競馬場での、天覧競馬での膠着を、ダートコースを横切ったためであると推理している。東京競馬場は、ダートコースの内側にある入場口からダートコースを横切り、芝コースに至るが、どうやらこれが難しかったと見極めている。その後、骨折休養を経た約1年ぶりの復帰戦には、京都大賞典が選ばれたが、これは東京競馬場の毎日王冠を避けた意味合いもあった。京都は、馬場入場後すぐに芝に至る設計だった。

## 評価

### 定量的評価

#### ファン投票による評価
| 年  | 競走名   | 順位 | 票数       | 成績 | 出典    |
| --- | -------- | ---- | ---------- | ---- | ------- |
| 3歳 | 宝塚記念 | 33位 | 00０6696票 | 回避 |         |
| 3歳 | 有馬記念 | 16位 | 02万7619票 | 回避 | [ 232 ] |
| 4歳 | 宝塚記念 | 21位 | 01万3709票 | 01着 | [ 164 ] |
| 4歳 | 有馬記念 | 04位 | 07万8859票 | 回避 | [ 233 ] |
| 5歳 | 宝塚記念 |      |            | 回避 |         |
| 5歳 | 有馬記念 | 06位 | 06万4727票 | 10着 | [ 234 ] |
| 6歳 | 宝塚記念 | 04位 | 05万8131票 | 回避 | [ 235 ] |

#### レーティングによる評価
| JPNクラシフィケーション（2003年） JPNサラブレッドランキング（2004-07年） |       |      |      |                      |                        |          |          |          |          |          |                 |             |
| 年度                                                                     | 部門  | 部門 | 順位 | レート ポンド （lb） | キログラム 換算 （kg） | コラム別 | コラム別 | コラム別 | コラム別 | コラム別 | 出典            | 備考        |
| 年度                                                                     | 齢    | 場   | 順位 | レート ポンド （lb） | キログラム 換算 （kg） | S        | M        | I        | L        | E        | 出典            | 備考        |
| 2003                                                                     | 2歳   |      | 9位  | 105                  | 47.5                   |          |          |          |          |          | [ 236 ] [ 237 ] |             |
| 2004                                                                     | 3歳   | 芝   | 9位  | 110                  | 50.0                   |          |          | 110      |          |          | [ 238 ] [ 239 ] | [ 注釈 16 ] |
| 2005                                                                     | 4歳上 | 芝   | 9位  | 117                  | 53.0                   |          |          |          | 117      |          | [ 240 ]         | [ 注釈 17 ] |
| 2006                                                                     | 4歳上 | 芝   | 20位 | 112                  | 50.5                   |          |          | 112      | 112      |          | [ 242 ]         |             |
| 2007                                                                     | 4歳上 | 芝   | 34位 | 110                  | 50.0                   |          |          |          | 110      |          | [ 243 ]         |             |

## 血統表
| スイープトウショウの血統                          | スイープトウショウの血統                                   | スイープトウショウの血統 | （血統表の出典）            | （血統表の出典） |
| 父系                                              | ミスタープロスペクター系                                   | ミスタープロスペクター系 | ミスタープロスペクター系    | [ § 2 ]          |
| 父 *エンドスウィープ End Sweep 1991 鹿毛 アメリカ | 父の父*フォーティナイナー Forty Niner 1985 栗毛 アメリカ   | Mr.Prospector            | Raise a Native              | Raise a Native   |
| 父 *エンドスウィープ End Sweep 1991 鹿毛 アメリカ | 父の父*フォーティナイナー Forty Niner 1985 栗毛 アメリカ   | Mr.Prospector            | Gold Digger                 |                  |
| 父 *エンドスウィープ End Sweep 1991 鹿毛 アメリカ | 父の父*フォーティナイナー Forty Niner 1985 栗毛 アメリカ   | File                     | Tom Rolfe                   | Tom Rolfe        |
| 父 *エンドスウィープ End Sweep 1991 鹿毛 アメリカ | 父の父*フォーティナイナー Forty Niner 1985 栗毛 アメリカ   | File                     | Continue                    |                  |
| 父 *エンドスウィープ End Sweep 1991 鹿毛 アメリカ | 父の母Broom Dance 1979 鹿毛 アメリカ                       | Dance Spell              | Northern Dancer             | Northern Dancer  |
| 父 *エンドスウィープ End Sweep 1991 鹿毛 アメリカ | 父の母Broom Dance 1979 鹿毛 アメリカ                       | Dance Spell              | Obeah                       |                  |
| 父 *エンドスウィープ End Sweep 1991 鹿毛 アメリカ | 父の母Broom Dance 1979 鹿毛 アメリカ                       | Witching Hour            | Thinking Cap                | Thinking Cap     |
| 父 *エンドスウィープ End Sweep 1991 鹿毛 アメリカ | 父の母Broom Dance 1979 鹿毛 アメリカ                       | Witching Hour            | Enchanted Eye               |                  |
| 母 タバサトウショウ 1993 鹿毛 北海道静内町        | 母の父*ダンシングブレーヴ Dancing Brave 1983 鹿毛 アメリカ | Lyphard                  | Northern Dancer             | Northern Dancer  |
| 母 タバサトウショウ 1993 鹿毛 北海道静内町        | 母の父*ダンシングブレーヴ Dancing Brave 1983 鹿毛 アメリカ | Lyphard                  | Goofed                      |                  |
| 母 タバサトウショウ 1993 鹿毛 北海道静内町        | 母の父*ダンシングブレーヴ Dancing Brave 1983 鹿毛 アメリカ | Navajo Princess          | Drone                       | Drone            |
| 母 タバサトウショウ 1993 鹿毛 北海道静内町        | 母の父*ダンシングブレーヴ Dancing Brave 1983 鹿毛 アメリカ | Navajo Princess          | Olmec                       |                  |
| 母 タバサトウショウ 1993 鹿毛 北海道静内町        | 母の母サマンサトウショウ 1985 黒鹿毛 北海道静内町          | トウショウボーイ         | *テスコボーイ               | *テスコボーイ    |
| 母 タバサトウショウ 1993 鹿毛 北海道静内町        | 母の母サマンサトウショウ 1985 黒鹿毛 北海道静内町          | トウショウボーイ         | *ソシアルバターフライ       |                  |
| 母 タバサトウショウ 1993 鹿毛 北海道静内町        | 母の母サマンサトウショウ 1985 黒鹿毛 北海道静内町          | マーブルトウショウ       | *ダンディルート             | *ダンディルート  |
| 母 タバサトウショウ 1993 鹿毛 北海道静内町        | 母の母サマンサトウショウ 1985 黒鹿毛 北海道静内町          | マーブルトウショウ       | チャイナトウショウ F-No.5-j |                  |
| 母系(F-No.)                                       | 5号族(FN:5-j)                                              | 5号族(FN:5-j)            | 5号族(FN:5-j)               | [ § 3 ]          |
| 5代内の近親交配                                   | Northern Dancer4×4                                         | Northern Dancer4×4       | Northern Dancer4×4          | [ § 4 ]          |
| 出典                                              | 1. 2. 3. 4.                                                | 1. 2. 3. 4.              | 1. 2. 3. 4.                 | 1. 2. 3. 4.      |

- 祖母サマンサトウショウは1989年のエプソムカップ （GIII）優勝。
- 近親にトウショウバルカン（祖母の半弟、新潟大賞典GIII勝ち）。
- 半弟のトウショウフリーク（2007年生、父・キングカメハメハ）はオープン特別競走を2勝（2012年の関越ステークスと2013年のBSN賞）挙げ、重賞では2011年のみやこステークス、2013年の名古屋グランプリで2着、2014年の川崎記念で3着の実績を挙げている。
- 半弟のピンクカメハメハ（2018年生、父・リオンディーズ）は2021年サウジダービーを勝利している。